# Sunifried
Sunifried van Barcelona (ca. 810 - 849) was een zoon van Borrell van Osona. In 829 kreeg hij van Lodewijk de Vrome een leen in de omgeving van Narbonne, als opvolger van zijn vader. Vijf jaar later werd hij benoemd tot graaf van Urgell en van Cerdagne, graafschappen die hij eerst nog moest veroveren omdat ze werden beheerst door lokale adel en buiten het Frankische rijk vielen. In 835 lukte het hem om Cerdagne te veroveren en in 838 veroverde hij ook Urgell. Bij de inval van de Moren in Septimanië in 841 hield Sunifried hen staande. Na de executie van Bernhard van Septimanië in 844, verwierf hij de mark Gothië en werd hij graaf van Barcelona. In 849 sneuvelde Sunifred tegen Willem, een zoon van Bernhard van Septimanië.
Sunifried was gehuwd met Ermesinde (overleden na 1 december 885), die bekend is van enkele schenkingen, onder andere aan Lagrasse. Zij waren ouders van:
- Wifried I (-897).
- Rodolf (-920), graaf van Besalú, gehuwd met Redlinda
- Miro, graaf van Roussillon en Conflent, sticht met zijn broers de kerk van Onze Vrouwe van Formiguera
- Sesenada, vermoedelijk non of abdis
- Seniofredo (- voor 892), abt in Arles
- Ermesinde (- 898)
- Riculf (- 916), bisschop van Elna